# Đuro III. Gruzijski
Đuro III. Gruzijski, gruz. გიორგი III, (???? - 27. ožujka 1184.) je bio gruzijski vladar iz dinastije Bagrationi u razdoblju od 1156. do svoje smrti 1184. godine. Razdoblje njegove vladavine smatra se zlatnim gruzijskim dobom. Bilo je to Doba carstva, diplomatskih i vojnih uspjeha, velikih učenja, te kulturnog, duhovnog i umjetničkog procvata. Uz njegovog djeda Davida IV., smatra se najvažnijim kraljem srednjovjekovne Gruzije.

## Vladavina
Naslijedio je svog oca Demetra I. na gruzijskom prijestolju 1156. godine. On je promijenio čitavu očevu obrambenu politiku u više ofenzivniju i agresivniju protiv susjednih seldžučkih vladara u Armeniji. Čim je došao na prijestolje, poveo je uspješne pohode protiv seldžučkog sultanata Ahlat (država Šah Armenida). Zauzeo je i pripojio armenske gradove Ani i Dvin u razdoblju 1161. – 1162. Međutim, seldžučki protunapadi natjerali su Đuru III. da preda Ani muslimanskom vladaru u podaništvo. Grad je konačno uključen u Gruzijsko kraljevstvo 1173. godine.
1177. godine, visoko feudalno plemstvo kovalo je zavjeru protiv kralja. Cilj im je bio postaviti princa Demnu, kraljevog nećaka, za kralja. Budući da je bio sin Đurinog starijeg brata Davida V., Demno se smatrao legitimnim pretedentom na gruzijsko prijestolje. Đuro je morao pobjeći u Tbilisi. Kako su urotnici oklijevali napasti grad, Đuro je uspio pridobiti svoje stare prijatelje za sebe. Od turkijskog nomadskog naroda Kumani (Polovci) je dobio veliku pomoć i podršku. Tako nadmoćni, osudili su pobunjenike na neuspjeh. Đurina osveta prema njima bila je okrutna. Svi su pogubljeni.
Kako nije imao muških potomaka, 1178. godine izabrao je svoju kćer Tamaru prvo kao suvladara, a zatim i nasljednicu nakon njegove smrti, a sve to, kako bi izbjegao bilo kakve sporove oko prijestolja nakon njegove smrti. Da bi to postigao, Crkvi je dao privilegiju oslobođenja od plaćanja poreza.
Sahranjen je u manastiru Gelati u zapadnoj Gruziji.

## Titula
Svevišnji Kralj Đuro, po volji Gospodina našega, Kralj kraljeva Abhazije, Kartvelijanaca, Iranaca, Kakećana i Armenaca, Shirvansha i Shahansha i Gospodar svega na Istoku i na Zapadu.

## Vanjske poveznice
- ujedinjenje feudalne Gruzije (en)  Arhivirana inačica izvorne stranice od 2. srpnja 2004. (Wayback Machine)
- Dinastija Bagrationi (en)